# النظام الموسيقي لليونان القديمة

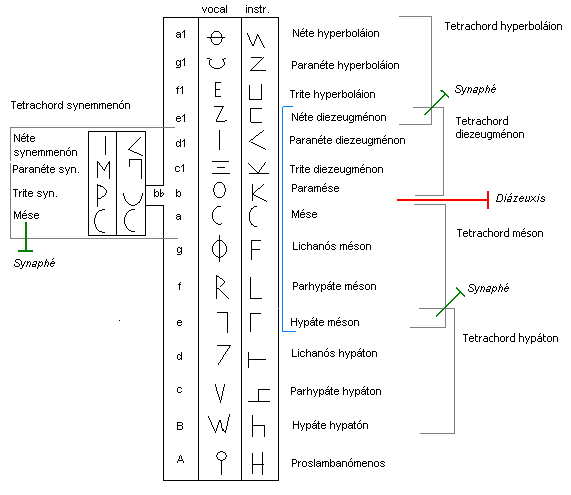

تطور النظام الموسيقي لليونان القديمة على مدى أكثر من 500 عام من سلالم التيتراكورد الموسيقية، أو تقسيمات مسافة الرابعة التامة، إلى النظام المثالي غير القابل للتغيير، والذي يشمل مجموعة من خمسة عشر مفتاحًا موسيقيًا من مفاتيح الصوت.
يترافق أي نقاش (نظري أو فلسفي أو جمالي) حول الموسيقى اليونانية القديمة بمشكلتين، فهناك أمثلة قليلة عن الموسيقى المكتوبة وهناك العديد من الروايات النظرية والفلسفية حولها، والتي غالبًا ما تكون مجزأة.

## إيثوس
استخدم الإغريق القدماء كلمة «إيثوس»، والتي يمكن ترجمتها ضمن هذا السياق على نحو أمثل إلى «الشخصية» (أي أنماط الوجود والسلوك، ولكن ليس بالضرورة مع مضامين «أخلاقية») لوصف الطرق التي يمكن أن تستخدمها الموسيقى لنقل وتعزيز وحتى توليد الحالات العاطفية أو العقلية. لا توجد «نظرية إيثوس يونانية» موحّدة أبعد من هذا التوصيف العام، ولكنها تشمل «العديد من الآراء المختلفة، وأحيانًا المتعارضة بشدة» (أندرسون وماثيسين 2001). تُنسب الإيثوس إلى اللحن أو التناغم أو الأنماط (مثلًا ينسب أفلاطون في كتاب الجمهورية «الحيوية» للنمط الدوري، و«الاسترخاء» للنمط الليدي) والآلات (بالتحديد الأولوس والقيثارة، وآلات أخرى أيضًا) والإيقاعات وأحيانًا النوع الموسيقي والنغمات الفردية. يُظهر أريستيديس كوينتيليانوس المعاملة الأكثر شمولاً للروح الموسيقية في كتابه عن الموسيقى بالإضافة إلى المفهوم الأصلي المتمثل في إسناد الإيثوس إلى مختلف العناصر الموسيقية وفقًا للفئات العامة للذكور والإناث.
كان أريستوكسينوس أول نظري يوناني يشير إلى أن الإيثوس لا تكمن فقط في العناصر الموسيقية الفردية ولكن أيضًا في القطعة الموسيقية ككل. أظهر الإغريق اهتمامًا بالإيثوس الموسيقي خاصة في سياق التعليم (حتى أفلاطون في كتابه بعنوان الجمهورية وأرسطو في الكتاب الثامن من عمله بعنوان السياسات) مع الانعكاسات على رفاهية الدولة. يشير العديد من المؤلفين القدامى الآخرين إلى ما نسميه في الوقت الحاضر التأثير النفسي للموسيقى، ووضعوا الأحكام على مدى ملائمة (أو قيمة) الملامح أو الأساليب الموسيقية المعينة، وذلك في الوقت الذي أنكر فيه الفيلسوفين فيلوديموس (في كتاب المجزأ بعنوان دي ميوزيكا) وسيكستوس إمبيريكوس (في الكتاب السادس من عمله بعنوان ضد الرياضيين) وجود أي تأثير للموسيقى على الإنسان بغض النظر عن توليدها للمتعة. توقعت هذه الآراء المختلفة بطريقة ما النقاش الحديث في الفلسفة الموسيقية الذي يتجادل حول ما إذا كانت الموسيقى بمفردها أو الموسيقى المطلقة، بغض النظر عن النص، قادرة على استثارة مشاعر المستمع أو الموسيقي (كرامرز 2016).